# Lutter, Haut-Rhin
Lutter là một xã trong tỉnh Haut-Rhin, thuộc vùng Grand Est của nước Pháp, có dân số là 297 người (thời điểm 1999).

## Thông tin nhân khẩu
| 1962 | 1968 | 1975 | 1982 | 1990 | 1999 |
| ---- | ---- | ---- | ---- | ---- | ---- |
| 214  | 248  | 283  | 268  | 283  | 297  |